# Martin Bajčičák
Martin Bajčičák (12. června 1976, Dolný Kubín) je bývalý slovenský běžec na lyžích. Byl schopen prosadit se i v náročných závodech jako jsou běh na 50 km v norském Holmenkollenu či závěrečný stíhací závod do vrchu (Alpe Cermis) na Tour de Ski.

## Sportovní úspěchy
- 1996 – 2. místo na Mistrovství světa juniorů - běh na 10 km klasicky
- 1998 – 11. místo na ZOH v Naganu – štafeta 4×10 km
- 2002 – 12. místo na ZOH v Salt Lake City – 50 km klasicky
- 2005 – 4. místo na Mistrovství světa - skiatlon; 16. místo ve Světovém poháru; 1. místo v závodě SP v běhu na 15 km (Reit im Winkl, 12.2. 2005); 3. místo v závodě SP v kombinaci (Falun, 19.3. 2005); 4. místo v závodě SP v běhu na 50 km (Oslo – Holmenkollen, 12.3. 2005)
- 2006 – 2× 8. místo na ZOH v Turíně - 15+15 km stíhací závod jednotlivci a týmový sprint (s Bátorym)
- 2007 – 6. místo na Mistrovství světa – běh na 50 km
- 2008 – 3. místo v závěrečném stíhacím závodě do vrchu (Alpe Cermis) na Tour de Ski 2007/08, celkově 25. místo

## Osobní život
Je svobodný, žije v Zákamenném na Oravě. K jeho zálibám patří skialpinismus.